# آني روس
آني روس (بالإنجليزية: Annie Ross)‏ (و. 1930 – م) هي ممثلة، ومغنية، وعازفة الجاز، ومالكة ملهى ليلي، من المملكة المتحدة، ولدت في سري.

## وصلات خارجية
- آني روس على موقع IMDb (الإنجليزية)
- آني روس على موقع ألو سيني (الفرنسية)
- آني روس على موقع ميوزك برينز (الإنجليزية)
- آني روس على موقع أول موفي (الإنجليزية)
- آني روس على موقع قاعدة بيانات برودواي على الإنترنت (الإنجليزية)
- آني روس على موقع قاعدة بيانات الأفلام السويدية (السويدية)
- آني روس على موقع أول ميوزيك (الإنجليزية)
- آني روس على موقع ديسكوغز (الإنجليزية)
- آني روس على موقع قاعدة بيانات الفيلم (الإنجليزية)
- آني روس على موقع كينوبويسك (الروسية)